# Гајзенфелд
Гајзенфелд (њем. Geisenfeld) град је у њемачкој савезној држави Баварска. Једно је од 19 општинских средишта округа Пфафенхофен ан дер Илм. Према процјени из 2010. у граду је живјело 9.874 становника. Посједује регионалну шифру (AGS) 9186122.

## Географски и демографски подаци
Гајзенфелд се налази у савезној држави Баварска у округу Пфафенхофен ан дер Илм. Град се налази на надморској висини од 385 метара. Површина општине износи 88,2 km². У самом граду је, према процјени из 2010. године, живјело 9.874 становника. Просјечна густина становништва износи 112 становника/km².

## Међународна сарадња
| Мјесто | Држава    | Врста сарадње | Од    |
| ------ | --------- | ------------- | ----- |
| Жалец  | Словенија | партнерство   | 2000. |
| Извор  |           |               |       |